# Stazione di Biella San Paolo
Stazione di Biella San Paolo vasútállomás Olaszországban, Biella településen.

## Vasútvonalak
Az állomást az alábbi vasútvonalak érintik:
- Biella–Novara-vasútvonal
- Santhià-Biella-vasútvonal

## Kapcsolódó állomások
A vasútállomáshoz az alábbi állomások vannak a legközelebb:
- Stazione di Candelo
- Stazione di Biella Chiavazza